# Imidakloprid
Imidakloprid är en klass 3 insekticid, patenterat 1986 i USA. (U.S. Pat. No. 4,742,060). Ämnet används som nervgift mot insekter och klassificeras som en neonikotinoid. Pesticiden skapar blockader i insektens nikotinreceptorer vilket förhindrar acetylkolin från att i sin tur skapa impulser mellan nerver, vilket föranleder paralysering och eventuell död.Pesticiden är mer skadlig gentemot insekter än mot däggdjur och används som bekämpningsmedel inom jordbruk.  Europeiska myndigheten för livsmedelssäkerhet har indikerat att neonikotinoid utgör ett allvarligt hot mot bin och Europeiska unionen valde 2018 att förbjuda de tre huvudsakliga neonikotinoderna, däribland imidacloprid, för användning utomhus. Ämnet syntetiserades 1985 av Bayer AG.
Tillverkningen utgår från 2-klor-6-formylpyridin som efter en lång reaktionskedja som löper genom etylendiamin, natriumborhydrid, bromcyanid och slutligen salpetersyra ger Imidakloprid, som förekommer i två isomera former med olika fysiska egenskaper.

## Handelsnamn

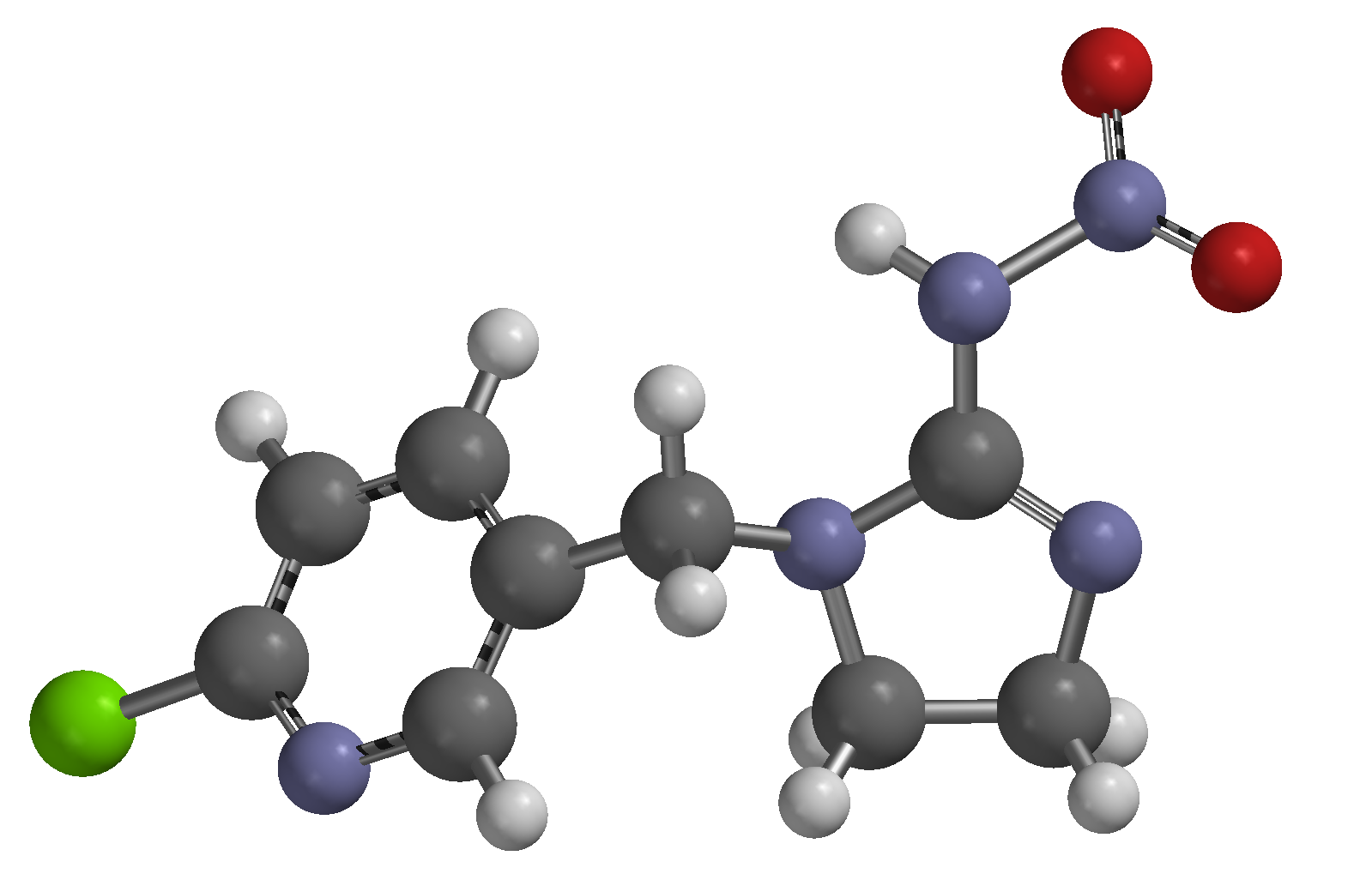
Strukturmodell

Olika bruksfärdiga beredningar för olika ändamål saluförs under ett stort antal handelsnamn. Många tillverkas av Bayer, men det finns även andra tillverkare.
- Admire
- Advantage/Advantix mot löss och fästingar hos hundar och katter
- Bazooka
- Beiern
- Confidor för fruktträd
- Connect
- Evidence
- Gardiflor
- Gaucho
- Hachikusan för Japanmarknaden
- Kohinor
- Leverage
- Lizetan
- Muralla
- Premise mot termiter på USA-marknaden
- Provado för trädgårdar
- Sombrero
- Trimax
- Warrant

## Egenskaper utöver i kemiboxen angivet
- Ångbildningstryck 0,2 μP (20 °C)
- Lättlöslig i diklormetan 50…100 g/l
- Svårlöslig i isopropanol 1…2 g/l

Anses inte cancerframkallande och ofarligt för varmblodiga ryggradsdjur.

## Användning
Används bl a för att bekämpa myror samt skadedjursangrepp på oljeväxterna raps, ryps och solros, samt majs. Eftersom detta visat sig skadligt för pollinatörer är detta sedan 2013–04–29 förbjudet inom EU. Det tillåts dock i växthus.